# Esso (Russland)
Esso (russisch Э́ссо) ist ein Dorf im Zentrum der Halbinsel Kamtschatka im Fernen Osten Russlands mit 2012 Einwohnern (Stand 14. Oktober 2010), darunter mehrere hundert Ewenen und andere Angehörige indigener Völker.

## Lage und Bedeutung
Der Ort befindet sich knapp 650 Kilometer nordwestlich der Gebietshauptstadt Petropawlowsk-Kamtschatski.
Esso ist Endpunkt der Landstraße, die von der Gebietshauptstadt durch das Zentrum der Halbinsel führt und Ausgangspunkt touristischer Exkursionen durch die umliegenden Gebirge. Der Ort liegt an der Mündung des Flusses Uksitschan in den Fluss Bystraja. Esso ist Zentrum des Bystrinski rajons der Region Kamtschatka und Verwaltungssitz des Bystrinski-Naturparkes.

## Bevölkerungsentwicklung
| Jahr | Einwohner |
| ---- | --------- |
| 1939 | 286       |
| 1959 | 630       |
| 1970 | 1078      |
| 1979 | 1715      |
| 1989 | 2269      |
| 2002 | 2081      |
| 2010 | 2012      |

Anmerkung: Volkszählungsdaten

## Infrastruktur
In Esso selbst gibt es unter anderem mehrere Hotels, etwa 15–20 Geschäfte, ein Café, Schule und Kindergarten, eine Musikschule, ein Krankenhaus, zwei Apotheken, eine Post, mehrere Banken (bisher ohne Geldautomaten), einen Flugplatz, eine Bibliothek sowie ein Kulturhaus.

## Verkehr
- Bus: Esso ist mit Petropawlowsk-Kamtschatski durch einen öffentlichen Bus verbunden, der einmal am Tag fährt (Fahrtdauer etwa 9 Stunden).
- Flugplatz: Esso hat einen Flugplatz

## Sehenswürdigkeiten
Zu den Sehenswürdigkeiten des Dorfes zählen: 
- Ethnographisches Museum
- Besucherzentrum: Das Besucherzentrum im Verwaltungsgebäude des Naturparkes zeigt Ausstellungen zu Ökologie und Tourismus und ist Anlaufstelle für Informationen bei einem Aufenthalt in Esso.
- Thermalfreibad: Esso hat ein öffentliches thermales Freibad
- das „kleine Bärenmuseum“ in der Bibliothek
- korjakisches Freilichtmuseum „Tschau-Tschiw“
- Kriegsdenkmal

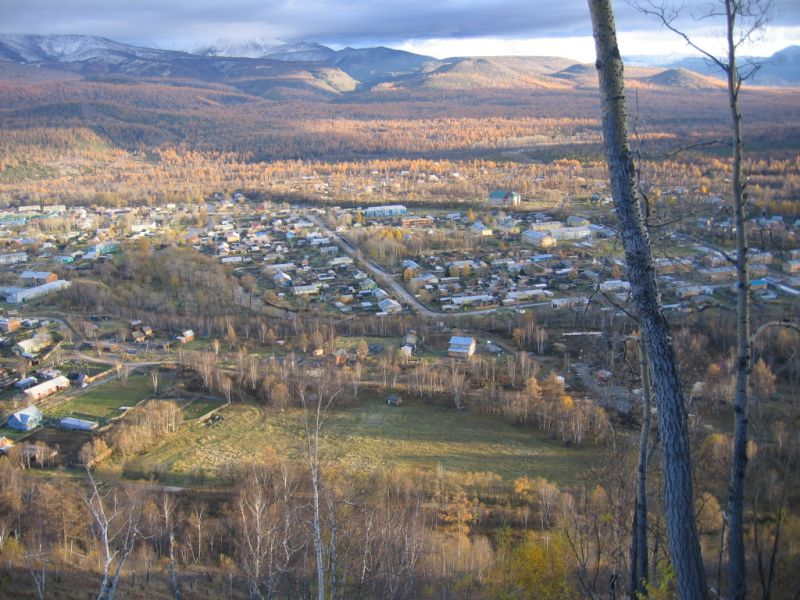
Gesamtansicht des Ortes
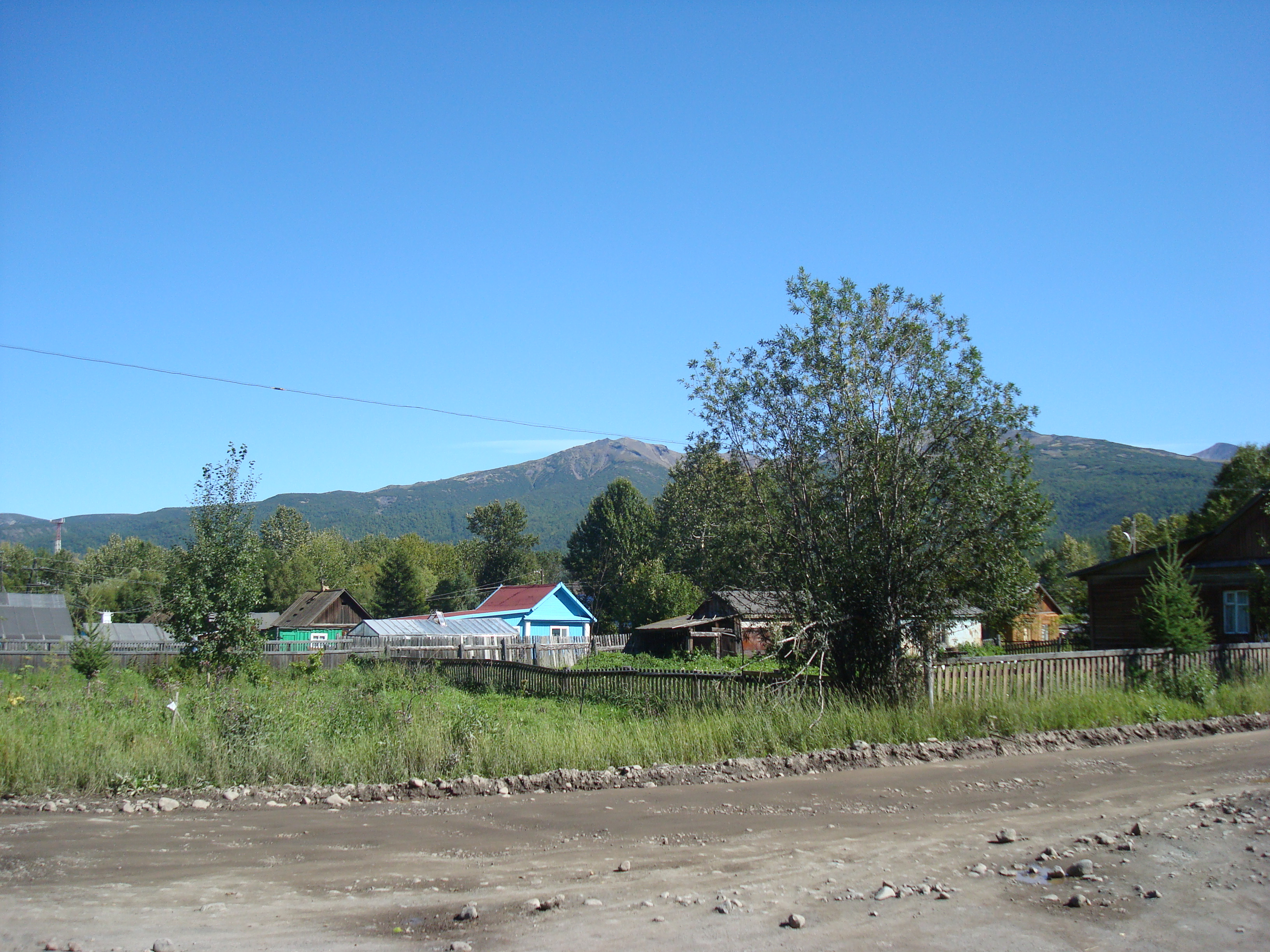
Holzhäuser im Ort